# Whitechapel (band)

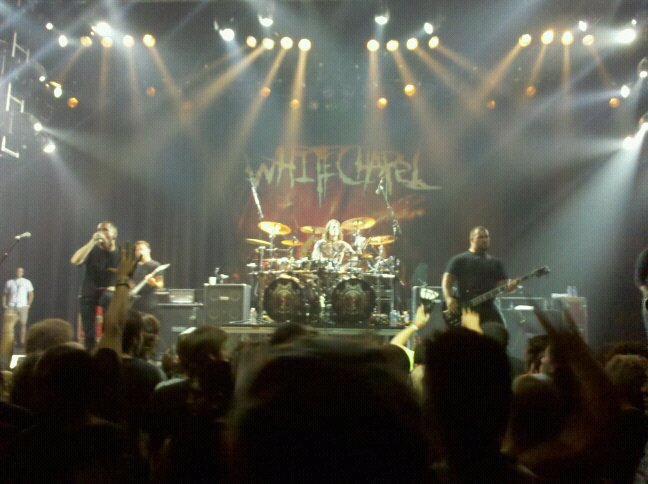
Whitechapel live in Anaheim 2011

Whitechapel is een Amerikaanse deathcoreband uit Knoxville, Tennessee. Sinds hun start in 2006 heeft de band zes studioalbums opgenomen en zijn er vier clips uitgebracht onder het label Metal Blade Records. Whitechapel heeft drie gitaristen die elk verschillende stukken op zich nemen tijdens optredens. De bandnaam Whitechapel is afgeleid van de gelijknamige wijk in Londen.

## Bandleden

### Huidige leden
- Phil Bozeman — Zanger
- Gabe Crisp — Basgitarist
- Zach Householder — Gitarist (sinds 2007)
- Ben Harclerode — Drummer (sinds 2011)
- Ben Savage — Leadgitarist
- Alex Wade — Gitarist
- Alex Rudinger - Touring Drummer (sinds 2019)

### Voormalige leden
- Brandon Cagle — Gitarist (2006-2007)
- Kevin Lane — Drummer (2007-2010)
- Derek Martin — Drummer (2006-2007)

## Discografie
| Eerste uitgave   | Titel                   | Label       | Billboard 200 peak |
| ---------------- | ----------------------- | ----------- | ------------------ |
| 31 juli, 2007    | The Somatic Defilement  | Candlelight | -                  |
| 8 juli, 2008     | This Is Exile           | Metal Blade | 118                |
| 8 juni, 2010     | A New Era of Corruption | Metal Blade | 43                 |
| 19 juni, 2012    | Whitechapel             | Metal Blade | 47                 |
| 29 april, 2014   | Our Endless War         | Metal Blade | 10                 |
| 24 juni, 2016    | Mark of the Blade       | Metal Blade | 72                 |
| 24 maart, 2019   | The Valley              | Metal Blade | 143                |
| 29 oktober, 2021 | Kin                     | Metal Blade | -                  |

## Videografie
| Jaar | Titel                  | Regisseur         |
| ---- | ---------------------- | ----------------- |
| 2008 | This Is Exile          | David Brodsky     |
| 2008 | Possession             | David Brodsky     |
| 2009 | Eternal Refuge         | Abstrakt Pictures |
| 2010 | The Darkest Day of Man | David Brodsky     |
| 2011 | Breeding Violence      | Scott Hansen      |